# Chloropoea latifasciata
Chloropoea latifasciata är en fjärilsart som beskrevs av Schultze. Chloropoea latifasciata ingår i släktet Chloropoea och familjen praktfjärilar. Inga underarter finns listade i Catalogue of Life.